# Ambroise Paré
Pour les articles homonymes, voir Paré.
Ambroise Paré, né vers fin 1509 ou 1510, près de Laval (Maine), au Bourg-Hersent selon la tradition, et mort le 20 décembre 1590 à Paris, est un chirurgien et anatomiste français.
Chirurgien du roi et des champs de bataille, Ambroise Paré est souvent considéré comme le père de la chirurgie française. Inventeur de nombreux instruments, il participe à l’amélioration et à la diffusion d’une technique de cautérisation d’un nouveau genre. L'utilisation généralisée des armes à feu confronte les chirurgiens à des plaies d'une sorte nouvelle, cautérisées au fer rouge ou à l’huile bouillante au risque de tuer le blessé. Manquant d'huile bouillante, Paré utilise un pansement froid sous la forme d'un emplâtre « digestif », pour que la plaie suppure puis cicatrise. Paré met au point la ligature des artères, qu'il substitue à la cautérisation, dans les amputations.
« Je le pansay, Dieu le guarist » : cette phrase modeste de Paré est souvent citée pour résumer sa philosophie (citation en moyen français signifiant : « Je le pansai, Dieu le guérit. »),.

## Biographie

### Sources
La vie d'Ambroise Paré n'est principalement connue qu'à partir de ce qu'il en dit lui-même. La première biographie sérieuse est celle de Joseph-François Malgaigne (1806-1865) publiée en 1840.
Malgaigne cherche à remonter aux sources, à démêler ce qui est de Paré, et de ce qui appartient à une légende orale ou à des ajouts brodés par des mémorialistes ou chroniqueurs des XVIIe et XVIIIe siècles. Malgaigne se base aussi sur des nouveaux documents, réunis au XVIIIe siècle (notamment à la Bibliothèque municipale de Metz), mais qui ont été jugés douteux ou sans valeur par la suite.
En 1884, le médecin historien Le Paulmier accède à de nouvelles sources (archives détenues par les descendants de Paré, au château de Paley près de Nemours ; archives nationales à Paris). Plusieurs points, auparavant douteux, ont pu être précisés.
Au XXe siècle, beaucoup d'articles paraissent sur Ambroise Paré, mais peu d'ouvrages. Selon Paule Dumaître (1911-2002), l'ouvrage le plus important, par sa rigueur historique, est celui de l'américain Wallace B. Hamby, Ambroise Pare, Surgeon of the Renaissance, publié en 1967,.
En 1986, dans Ambroise Paré, chirurgien de quatre rois de France, Paule Dumaître signale quelques nouveaux documents touchant à la vie privée d'Ambroise Paré.

### Famille
Son père, agriculteur et fabricant de coffres, eut quatre enfants : Jean Paré, qui fut barbier-chirurgien à Vitré, en Bretagne ; X. Paré, qui alla s’établir aussi coffretier à Paris, rue de la Huchette ; Anne Paré, laquelle épousa Claude Viart, chirurgien juré à Paris (morte le 19 septembre 1581) et Ambroise.
Ambroise Paré se marie deux fois. En 1541, il épouse Jeanne Mazelin, fille de Jean Mazelin, barbier puis valet du chancelier Antoine Duprat. Devenu veuf en novembre 1573, il se remarie trois mois après, à l'âge de 63 ans, avec Jacqueline Rousselet 19 ans, fille de Jacques Rousselet chevaucheur des écuries du roi et bourgeois de Paris.
Il a quatre enfants de sa première femme et six de la seconde. La plupart meurent dans la petite enfance, et il n'aura que deux petites-filles. Il n'existe donc aucun descendant qui porte le nom de Paré. Les descendants de Paré, connus jusqu'au XXe siècle, sont issus de ces deux petites-filles : les Paré-Rousselet et les Paré-Hedelin.

### Enfance et jeunesse
Il est né au Bourg-Hersent, en Mayenne, près de Laval et d'Avesnières, probablement en 1510.
L'instruction d'Ambroise est confiée à un chapelain, qui se dédommage de l'extrême modicité de la pension en faisant de son élève son domestique au lieu de lui enseigner le latin. Ambroise Paré, qui ignore toute sa vie le grec et le latin, quitte cette place sans avenir et entre comme marmiton chez le comte de Laval. Son sérieux, son intelligence et son adresse sont remarquées ; le barbier du comte le prend pour apprenti. Il coupe le poil, arrange les perruques et va ici et là panser les ulcères. Il devient ensuite aide-soignant d'un barbier d'Angers puis travaille à Vitré avec son frère Jean, lui aussi chirurgien-barbier.

### Métier de chirurgien
En 1529, il entre comme compagnon chirurgien à l'Hôtel-Dieu et déclare : « Ce n'est rien de feuilleter les livres de gazouiller, de caqueter en chaire de la chirurgie, si la main ne met en usage ce que la raison ordonne. » Durant trois années, Paré côtoie « tout ce qui peut être d'altération et maladies au corps humain ». Il observe malades et cadavres et enrichit son savoir anatomique. À la fin de ses études, il choisit, sans doute pour des raisons financières, de s'attacher au service du baron René de Montjean, lieutenant-général d'infanterie. Il devient maître barbier-chirurgien en 1536.

#### Chirurgien des champs de bataille

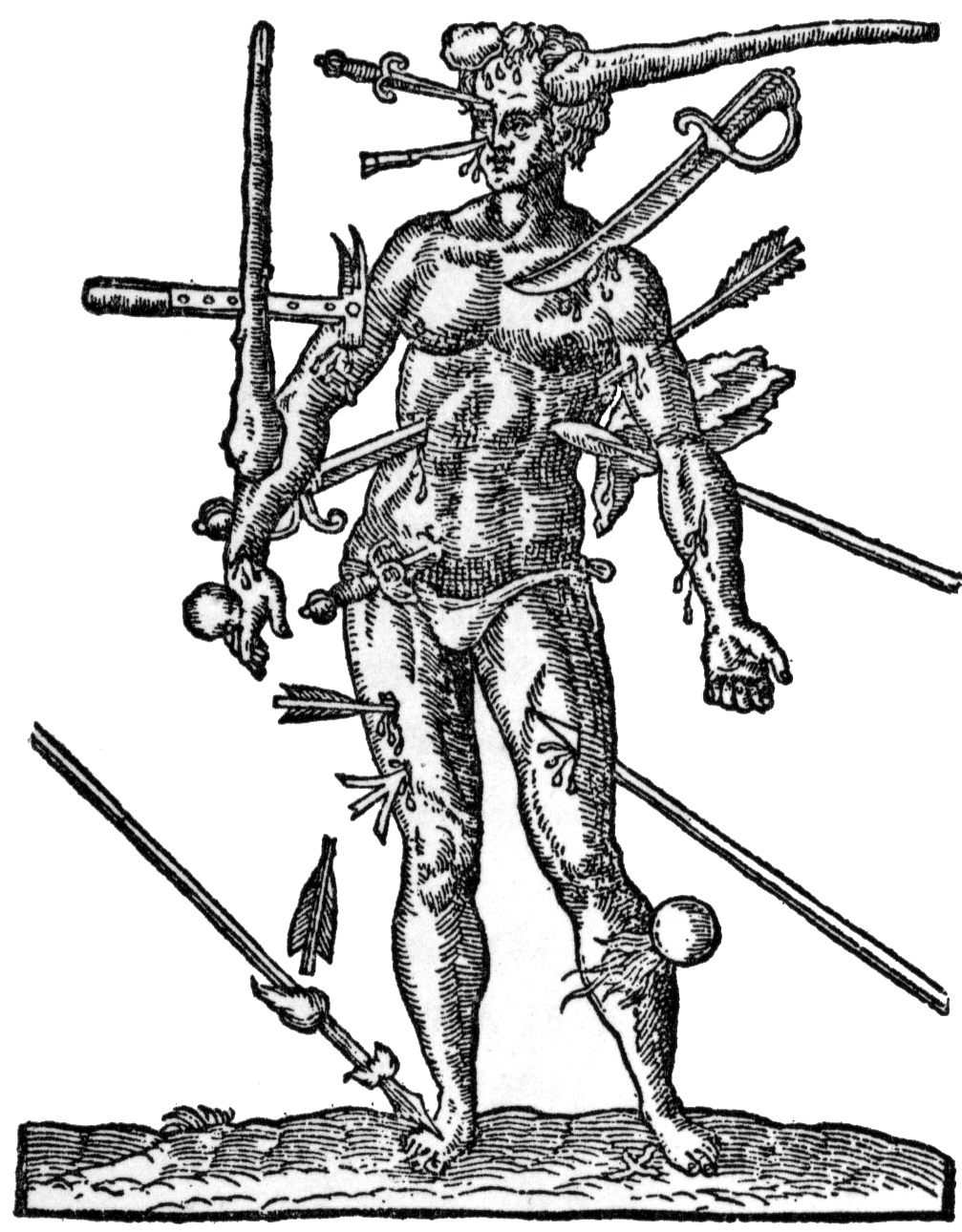
Les blessures de guerre selon Ambroise Paré.

Accompagnant le lieutenant-général, il reçoit le baptême du feu en 1537 à la bataille du Pas de Suse (huitième guerre d'Italie). Il y pratique la première désarticulation du coude, et découvre que la poudre des arquebuses n'empoisonne pas les blessures comme on le croyait. Il voit des scènes atroces et tente avec succès d'adoucir les méthodes de guérison trop brutales qui consistent par exemple à cautériser les plaies à l'huile bouillante. À la mort de Montjean, Ambroise Paré est de retour à Paris. Il se marie le 30 juin 1541 avec Jeanne Mazelin à Saint-André-des-Arts (elle meurt et est inhumée à église Saint-André-des-Arts, le 4 novembre 1573 en lui laissant la garde de leur fille âgée de treize ans, Catherine, et celle de leur nièce de dix-neuf ans, Jeanne Paré). Il entre alors une première fois au service de René de Rohan.
En 1542, il assiste au siège de Perpignan, alors ville espagnole. Les tentatives de René Ier de Rohan pour reprendre la ville échouent ; Paré, continue d'élaborer de nouvelles techniques chirurgicales. Le maréchal de Brissac ayant reçu une balle dans l'épaule, il a l'idée de replacer le blessé dans la position initiale au moment de l'impact pour révéler l'emplacement de la balle perdue et ainsi permettre au chirurgien du Dauphin Nicole Lavernault de l'extraire.
En 1543, Ambroise Paré accompagne René Ier de Rohan dans l'ouest de la Bretagne défendre la province menacée par un débarquement anglais (dans le cadre de la guerre entre 1542 et 1546 entre Henry VIII d'Angleterre, allié à Charles Quint, et François Ier).
En 1544, il assiste au siège de Boulogne où la tradition lui prête l’opération remarquablement réussie de François de Lorraine, duc de Guise, grièvement blessé d'un coup de lance au visage.
La campagne achevée, il rédige le récit de ses voyages, qu'il souhaite faire paraître en français. Il lui faut le soutien du roi face à la faculté de médecine pour voir aboutir son projet ; en 1545, il publie la Méthode de traiter les plaies faites par les arquebuts et autres bastons à feu, et celles qui sont faites par la poudre à canon puis un Traité sur l'accouchement et l'anatomie.

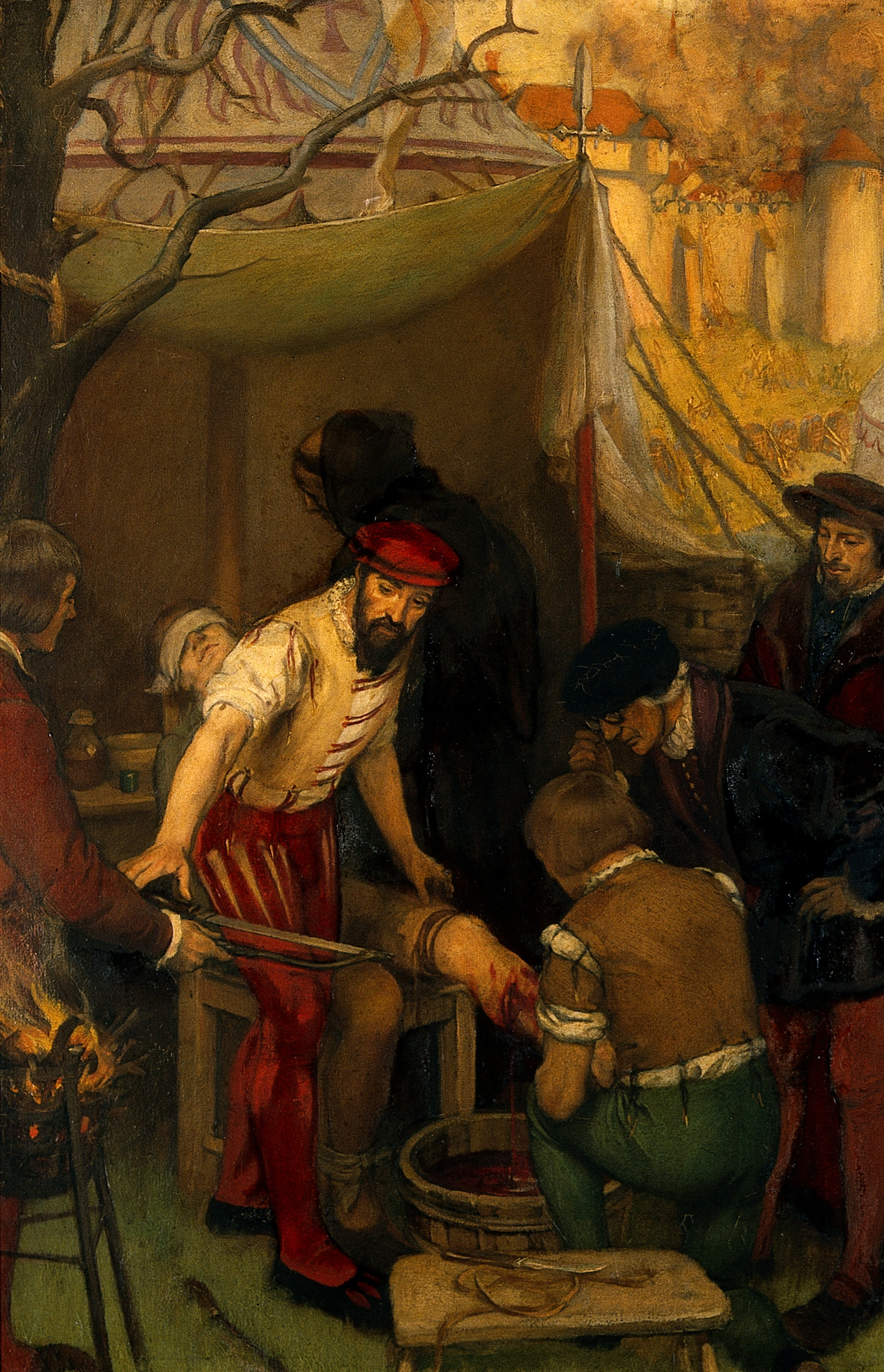
Ambroise Paré utilisant la ligature à Damvillers par Ernest Board (1877-1934).

Au siège de Damvillers, il doit amputer l'un des gentilshommes de l'armée du comte de Rohan. Plutôt que d'appliquer le fer rouge pour éviter l'hémorragie, il tente sa nouvelle méthode et ligature les artères du blessé, qui se rétablira. À la mort de Rohan, tué près de Nancy, Paré entre au service de Antoine de Bourbon, roi de Navarre, puis à celui de Henri II de France, qui l'admit au nombre de ses chirurgiens ordinaires aux côtés de Nicolas Lavernot, Jean d'Amboise et Jean Fromager. Désormais, la carrière de Paré sera intimement liée au destin des souverains de son pays. Il participa à plusieurs campagnes militaires aux côtés du roi.

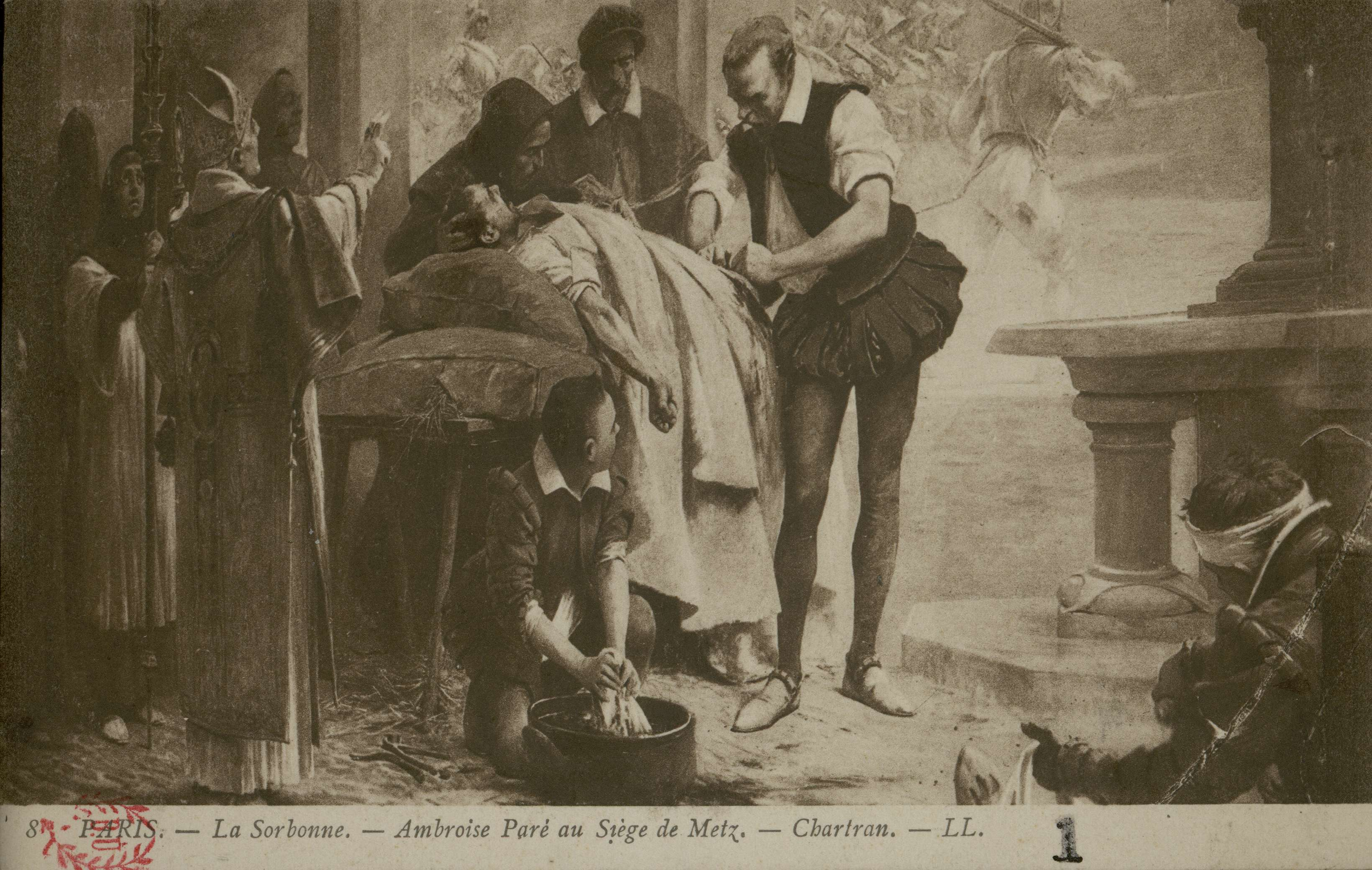
Carte postale de Théobald Chartran, Ambroise Paré au siège de Metz (Bibliothèque interuniversitaire de la Sorbonne, NuBIS).

Il est présent au siège de Metz de 1552 dont il a écrit un récit.
En 1557, au siège de Saint-Quentin en Picardie, il note que les asticots d'une certaine mouche aident à la cicatrisation des plaies de blessés[source insuffisante]. L'asticothérapie est développée ou redécouverte à la fin du XXe siècle, utile contre les souches nosocomiales de bactéries notamment.

#### Premier chirurgien du roi

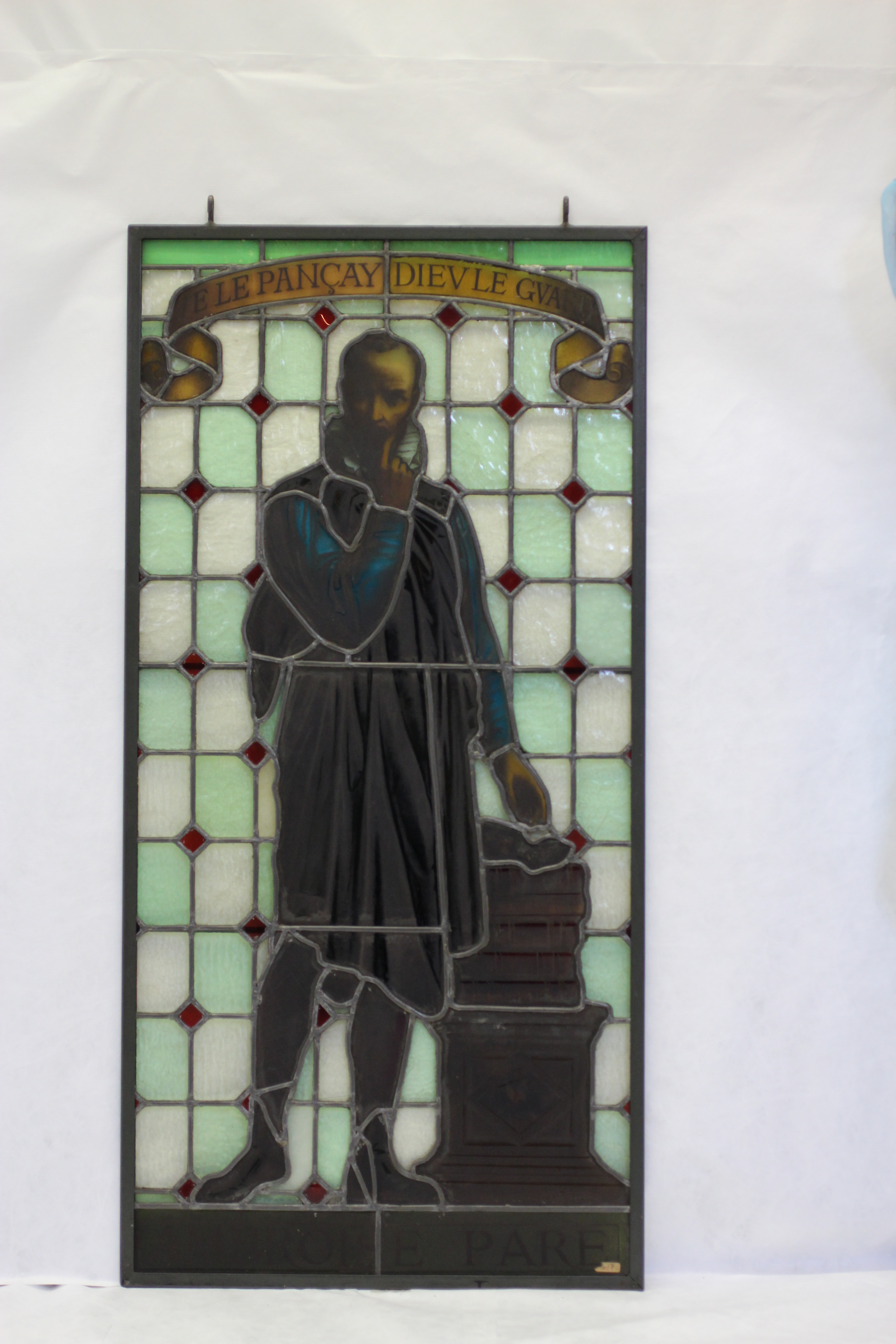
Vitrail polychrome représentant Ambroise Paré, en tenue du XVIe siècle, conservé au Musée des Hospices civils de Lyon.

En 1553, il est fait prisonnier lors du siège de Hesdin (actuellement Vieil-Hesdin avant sa destruction par Charles Quint).
À cette époque, la Confrérie de Saint-Côme, qui regroupait les barbiers-chirurgiens depuis le XIIIe siècle, avait été transformée depuis peu en collège de chirurgie. Les chirurgiens, sous la tutelle des médecins, cherchaient à s'en affranchir, ou au moins à la limiter. Par exemple, les dissections et les autopsies étaient effectuées par les chirurgiens, en théorie en présence d'un médecin, seul autorisé à en rédiger le compte-rendu. Paré ayant une grande réputation et le soutien du roi, le collège de Saint-Côme décida de s'adjoindre Paré. C'est ainsi qu'il reçut le bonnet de maître le 8 décembre 1554, malgré l'opposition de la faculté de médecine et sa piètre connaissance du latin, pourtant obligatoire. L'appui du roi a été le plus fort.
En 1561 et 1562, il publie deux autres ouvrages dont son Anatomie universelle du corps humain. Le 1er janvier 1562, Catherine de Médicis le nomme premier chirurgien du roi Charles IX. Paré est ensuite renvoyé au secours des armées, d'abord à Rouen, puis à Dreux et au Havre. Les guerres de religion opposant catholiques et protestants (huguenots) ont repris de plus belle, ensanglantant le pays pour les trente années à venir. De 1564 à 1566, Paré accompagne Charles IX en visite à travers la France et en profite pour débusquer de nouvelles pistes de recherches. En 1564, il publie Dix livres de la chirurgie : avec le magasin des instrumens nécessaires à icelle, où se trouve le premier usage connu du mot bistouri (en fait bistorie, féminin) dans le sens chirurgical.
La plus grande innovation est, pour les amputations, de ligaturer les artères et de panser la plaie avec un mélange de jaune d'œuf, d'huile rosate et de térébenthine plutôt que de cautériser avec de l'huile bouillante. Il jure de ne plus brûler aussi cruellement les pauvres blessés.
La légende raconte qu'eut lieu entre Charles IX et Ambroise Paré cet échange verbal :

« — J'espère bien que tu vas mieux soigner les rois que les pauvres ?

— Non Sire, c'est impossible.

— Et pourquoi ?

— Parce que je soigne les pauvres comme des rois. »

Veuf en 1573 de Jeanne Mazelin, il se remarie le 18 janvier 1574 avec Jacqueline Rousselet et aura six autres enfants, le dernier à 73 ans. Un de ses petits-fils est François Hédelin. Couronné en 1574, Henri III de France garde Paré, auprès de lui, en tant que premier chirurgien.

### Opinions religieuses
Ambroise Paré est traditionnellement considéré par les historiens comme protestant. Une polémique à ce sujet est née au XIXe siècle, certains historiens d’obédience catholique estimant détenir les preuves de son adhésion à la foi catholique. Certains autres voient en lui un catholique tolérant.
La version traditionnelle repose sur une concordance de témoignages. Celui de Brantôme, un catholique contemporain de Charles IX, et celui de Sully un protestant,. Tous deux rapportent, entre autres, que lors du massacre de la Saint-Barthélemy, Ambroise Paré a trouvé refuge chez le roi Charles IX qui l’a dissimulé dans sa propre chambre. Ambroise Paré était donc tenu pour protestant à l’époque. La réponse exacte d’Ambroise Paré au roi qui le pressait de se convertir n'a sans doute que valeur d'anecdote ("Par la lumière de Dieu, Sire, je crois qu'il vous souvient m’avoir promis de ne me commander jamais quatre choses, savoir : de rentrer dans le ventre de ma mère, de me trouer à un jeu de bataille, de quitter votre service et d’aller à la messe"),. Paré raconte qu'à la fin de l’année 1562, après la prise de Rouen, "me trouvay à disner en quelque compaignie où en avait quelques-uns qui me hayoient à mort pour la Religion" (Œuvres, 1re édit., 1575, p. 939-940). Attaqué à cause de ce passage, Paré, dans sa Responce aux calomnies des médecins, se défend d'avoir voulu nuire aux catholiques, sans contester son protestantisme. Jean-Michel Delacomptée estime que le sauvetage de Paré par Charles IX le jour de la Saint-Barthélemy, raconté par Brantôme, est une légende. Il souligne que Paré, qui, dans ses œuvres, parle de Dieu, de l'Ancien Testament et de Jésus-Christ, ne fait aucune place à Marie et aux saints. M. Huchon relève que le chapitre « De l'âme », dans le XVIIIe livre des Œuvres, contient un emprunt direct à Jean Calvin et un emprunt textuel au théologien huguenot Philippe Duplessis-Mornay.
À l’appui de la thèse catholique, Ambroise Paré est resté attaché à Antoine de Bourbon après sa conversion au catholicisme et a continué à avoir une vie liturgique catholique lors des baptêmes, mariages et enterrements dans sa famille. Ces faits incontestables sont considérés comme compatibles avec l'adhésion à la foi réformée puisque d’une part, il aurait été difficile à un chirurgien tel que Paré de changer brutalement de service sans risquer de perdre son salaire, sa pratique et ses recherches et que d’autre part les curés avaient le monopole des actes d’état-civil. Dans le cadre d’une ville de Paris gagnée à la Ligue, il aurait été suicidaire de se mettre en avant comme protestant, par là même de risquer sa vie et de perdre toute inscription légale, d’autant plus que les édits de mars 1563 et 1567 avaient expressément prévu que les protestants seraient enterrés dans les cimetières catholiques. Jean-Pierre Poirier note de même qu'un document, mis en lumière par Paule Dumaître, attestant le catholicisme de Paré en faveur de son petit-fils pourrait être une attestation de complaisance.

### Mort

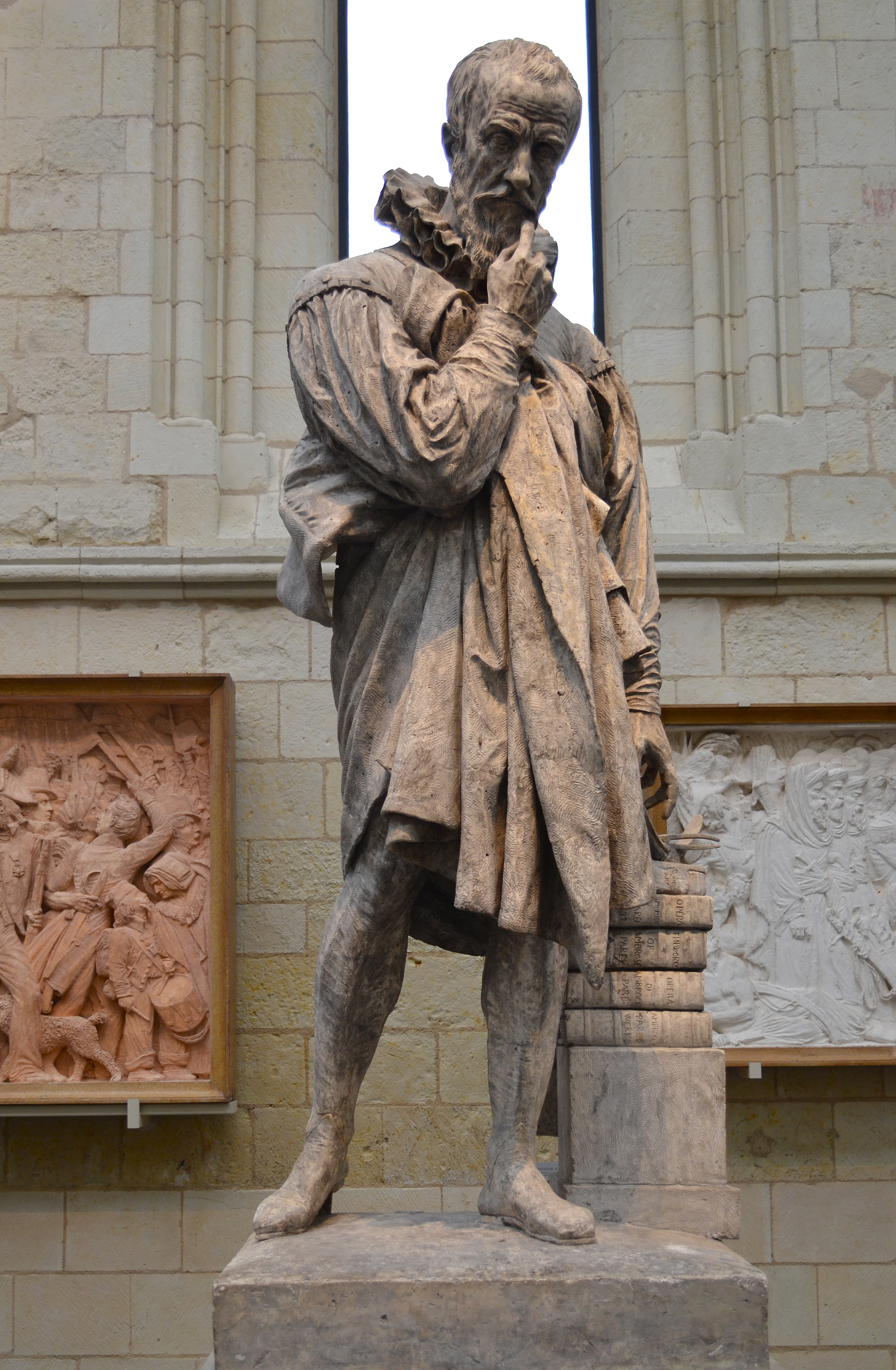
Statue en plâtre d'Ambroise Paré, par David d'Angers, Angers, 1839. (Modèle d'un bronze se trouvant à Laval.)

Il meurt à Paris alors dominée par la Ligue, le 20 décembre 1590. Pierre de l'Estoile raconte que, quelques jours avant la levée du siège de Paris par Henri IV (29 août 1590), Paré avait adjuré, dans la rue, Pierre de Saint-Priest d'Épinac, archevêque de Lyon, d'intercéder en faveur de la paix pour soulager la misère du peuple et que Pierre d'Épinac en avait été ébranlé, « encore que ce fût un langage de politique que le sien. »
Ambroise Paré reçut de grandes funérailles à l'Église Saint-André-des-Arts où il fut inhumé. Sa tombe existait encore en 1790, mais on ignore si elle fut détruite lors des profanations révolutionnaires ou après la vente et la destruction de l'église en 1807. On suppose que la tombe, qui comportait sa statue en terre cuite, aurait été installée plus tard à l'église de la Charité rue des Saints-Pères qui fut détruite à la Révolution.

## Patients célèbres d'Ambroise Paré
- Henri II de France après son accident mortel dans un tournoi[46], (avec Vésale venu de Bruxelles).
- François II de France
- Charles IX , blessé au bras, il accepte le traitement chirurgical proposé par Ambroise Paré plutôt que les saignées recommandées par les médecins royaux. Reconnaissant il le protégea pendant la nuit de la Saint Barthélemy.
- François de Guise, blessé au siège de Boulogne en 1544, d'où son surnom de Balafré
- Anne de Montmorency, après sa blessure qui se révèlera fatale
- Antoine de Bourbon, père de Henri IV, qui fut mortellement blessé le 3 novembre 1562 et qui mourut peu après, comme Paré l'avait annoncé, le 17, aux Andelys
- Gaspard II de Coligny après sa tentative d'assassinat du 22 août 1572

## Apport à la chirurgie, à l'anatomie et à la médecine

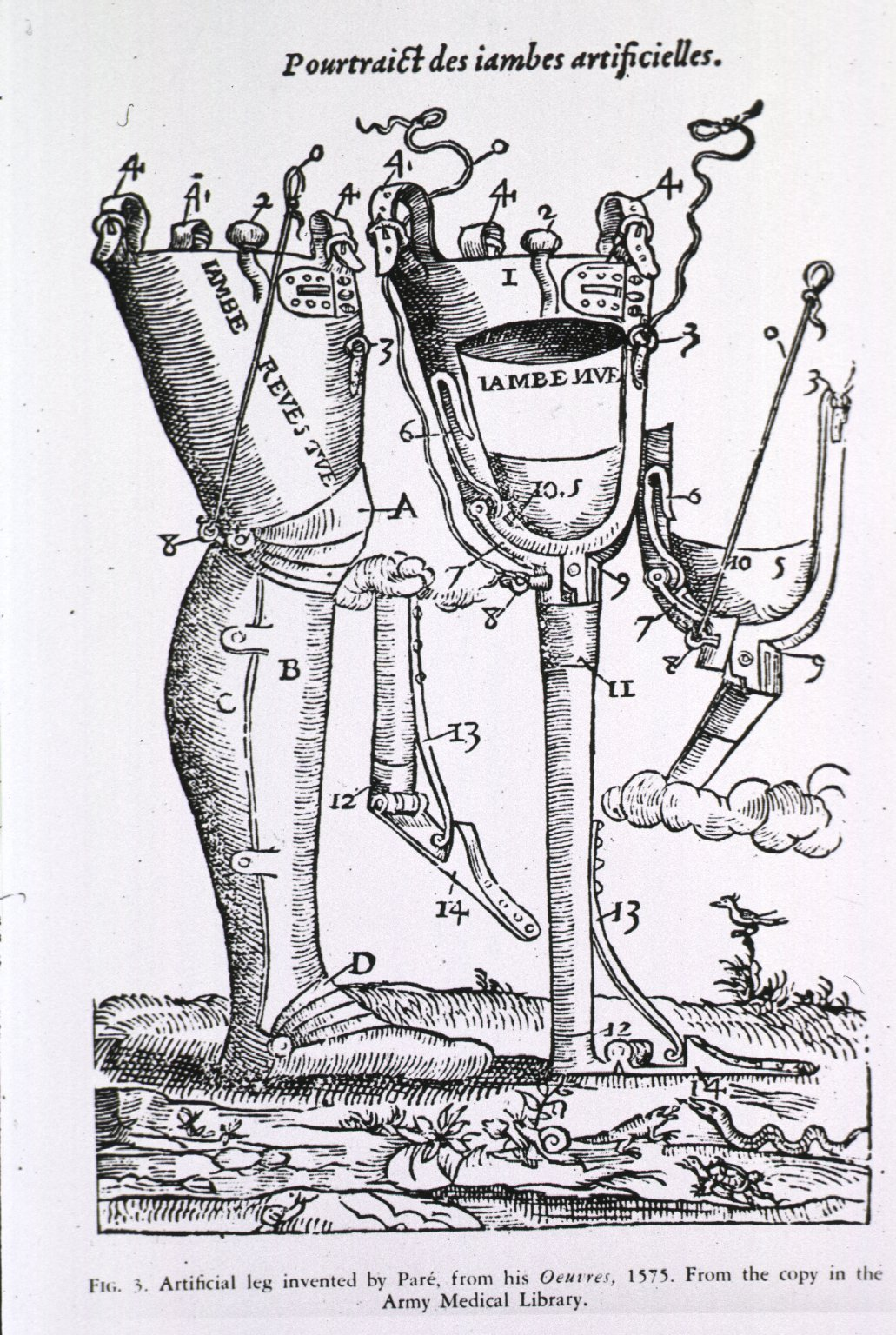
Prothèses de jambes selon Ambroise Paré - 1575.

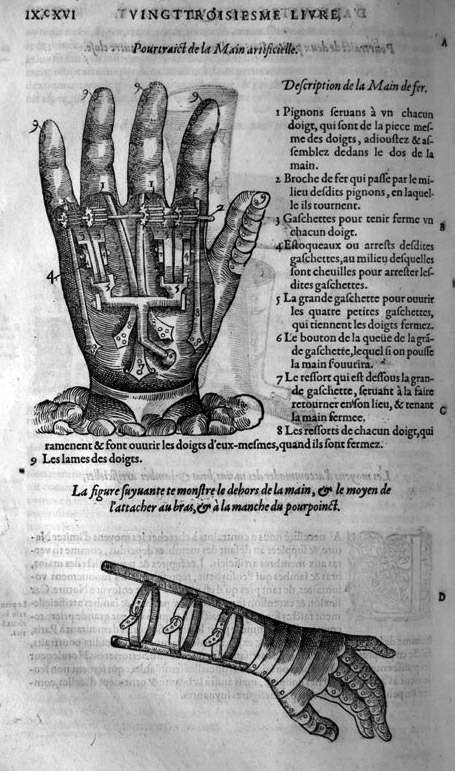
La « main artificielle » d'Ambroise paré.

Ambroise Paré a fait progresser la chirurgie, notamment par la préférence qu'il donna à la ligature des artères sur leur cautérisation après les amputations, par la suppression de l'huile bouillante dans le traitement des plaies par armes à feu et par les prothèses qu'il inventa (comme la prothèse palatine) ou perfectionna. Il a également amélioré le traitement de la lithiase urinaire (maladie couramment dite « la pierre »), même si, en cette matière, il a beaucoup emprunté sans le dire à Pierre Franco.
En anatomie, il cite ses prédécesseurs, mais les prend parfois en défaut, Vésale en particulier, et on lui doit des descriptions nouvelles ou améliorées.
Selon J.-P. Poirier, la principale originalité d'Ambroise Paré est la conception exigeante qu'il eut de sa profession, tant sur le plan technique que sur le plan humain, conception au service de laquelle il sut mettre un véritable génie de la communication, qui l'amena par exemple à publier ses livres en français (il n'écrivait pas le latin, mais aurait pu se contenter de publier les traductions latines qui furent faites de ses livres).
Doué pour l'observation, Paré sait mettre en valeur son sens critique en maintes occasions. Par exemple, dans son Traité des venins (chapitre 44, Du Bezahar), il rapporte que le roi Charles IX lui demanda s'il existait un antidote universel, car on lui avait apporté un bézoard qui avait cette vertu. Il répondit que non et proposa au roi qu'on en fasse l'essai après avoir empoisonné un condamné à mort. On offrit à un cuisinier, condamné à la pendaison pour avoir volé de l'argenterie, de lui laisser la vie sauve s'il acceptait d'être empoisonné puis soigné avec un contre-poison, à l'aide du bézoard. L'homme accepta. Paré utilisa alors la pierre de bézoard, sans succès puisque le cuisinier mourut sept heures plus tard.
Dans le même Traité des venins, il doute de l'utilisation de corne de licorne (chapitre 47 et suivants, Discours de la licorne) comme antidote, en réfutant l'argumentation de ses détracteurs dans les éditions suivantes. Il critique également l'utilisation de poudre de momie contre les contusions dans son Traité des Contusions, Combustions et Gangrenes (chapitre 7 et suivants, Discours de la Mumie).
Si Paré se montre sévère avec les impostures (faux traitements) et les imposteurs (faux chirurgiens et faux malades), des auteurs ont cependant souligné sa naïveté ou sa crédulité, notamment dans son livre intitulé Des monstres et prodiges, où il accueille sans critiques des êtres monstrueux dont plusieurs sont en réalité inexistants.
Michel Jeanneret replace Ambroise Paré dans le contexte d'une Renaissance prolongeant encore le Moyen Âge, un monde qui n'est pas encore celui de Galilée (1564-1642), de Newton (1642-1727) ou encore de Pascal (1623-1662) « le silence éternel des espaces infinis ». Paré sait critiquer ce qui relève des hommes, mais il accepte ce qui relève de Dieu. Le monde de Paré est encore un monde clos, fait d'une nature opulente à grouillement permanent, où les animaux exotiques témoignent pour les animaux monstrueux. Paré ne peut douter de la puissance infinie de la Création divine.

Paré n'est plus dans le cadre du symbolisme médiéval : situé à un point de bascule, il cherche une logique sans la trouver, « Véritablement, quant à moi, y perds mon esprit ». La volonté divine se situe au-delà de la raison humaine, et puisqu'à Dieu, rien n'est impossible, Paré ne prétend plus distinguer le vrai du faux. Il se situe dans un double aveu d'étonnement et d'ignorance. Selon Jeanneret :
« Depuis que les grandes découvertes ont remodelé la terre, et révélé de nouvelles espèces, de nouvelles races, de nouvelles croyances, on ne peut raisonnablement que se tenir disponible au surgissement des possibles (...) Faire le plein de tous les possibles, moissonner large et risquer des erreurs plutôt que manquer quoi que ce soit ».

## Œuvres et publications

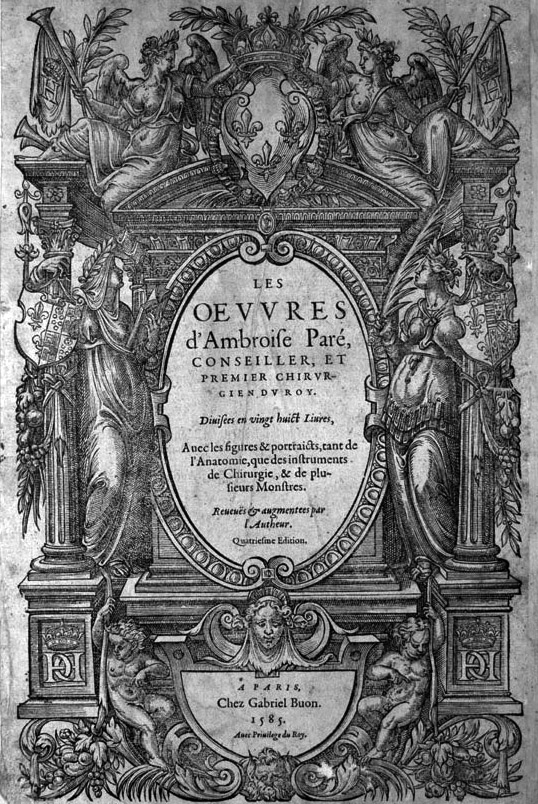
Page titre ornementée - Les Œuvres d'Ambroise Paré, conseiller et premier chirurgien du roy, IVe édition, G. Buon, Paris, 1585.

Ambroise Paré suspend ses voyages pour se consacrer à la rédaction de ses ouvrages. Autodidacte ne sachant ni le grec ni le latin, il publia à dessein ses ouvrages en français, avec les encouragements de la cour et de ses illustres contemporains, dont Pierre de Ronsard. Ce dernier lui adressa deux poèmes, placés en tête du volume de ses œuvres en 1575. « Je n'ai voulu escrire en autre langaige que le vulgaire de nostre nation, ne voulant estre de ces curieux, et par trop supersticieux, qui veulent cabaliser les arts et les serrer soubs les loix de quelque langue particulière », explique Paré dans son avis au lecteur. Paré n'étant pas docteur, la Faculté de médecine, en la personne de son doyen Étienne Gourmelen, tenta de s'opposer à la mise en vente du livre, prétextant qu'il contenait des choses abominables, contraires à la bonne morale. L'affaire fut menée devant le Parlement, sans succès et le livre fut distribué et mis en vente sans modifications.
Ses œuvres ont été traduites dans différentes langues. Une version manuscrite en anglais circule parmi les chirurgiens-barbiers de Londres en 1591 ; la première édition imprimée paraît en 1634. Des traductions sont publiées en allemand à Francfort en 1601 et 1635, en néerlandais à Leyde en 1604, Amsterdam en 1615, 1636, 1649, Haarlem en 1627. La traduction néerlandaise de Carolus Battus, publiée à Dordrecht aux Provinces-Unies en 1649, a servi de base au Kōigeka-Sōden (1706), premier ouvrage de médecine occidentale traduit en japonais par Narabayashi Chinzan (1648-1711).
- Les Œuvres d'Ambroise Paré par Évelyne Berriot-Salvadore, Jean Céard, Guylaine Pineau, 4 volumes, Classiques Garnier, 2019.
- De chirugica dans la Bibliothèque numérique de l'université de Strasbourg.
- Briefve collection de l'administration anatomique, avec la maniere de cojoindre les os, et d'extraire les enfans tat mors que vivans du ventre de la mere, lors que nature de foy de peult venir a son effect.
- Deux livres de chirurgie, de la génération de l'homme, & manière d'extraire les enfans hors du ventre de la mère, ensemble ce qu'il faut faire pour la faire mieux, & plus tost accoucher, avec la cure de plusieurs maladies qui luy peuvent survenir.
- Opera chirurgica.
- Discours d'Ambroise Paré : à savoir, De la mumie, De la licorne, Des venins, De la peste. Avec une table des plus notables matières contenues esdits discours.
- Anatomie universelle du corps humain. Paris, Le Royer, 1561.
- Dix livres de la chirurgie : avec le magasin des instrumens nécessaires à icelle.
- La maniere de traicter les playes faictes tant par hacquebutes, que par fleches, & les accidentz d'icelles, comme fractures & caries des os, gangrene & mortification, avec les pourtraictz des instrumentz nécessaires pour leur curation. Et la méthode de curer les combustions principalement faictes par la pouldre à canon. Paris, 1551. Réédition en fac-similé, Paris, PUF (Fondation Martin Bodmer), 2007,  (ISBN 2-13-056457-7).
- La maniere de traicter les playes faictes tant par hacquebutes, que par flèches, & les accidentz d'icelles, come fractures & caries des os, gangrene & mortification, avec les pourtraictz des instrumentz nécessaires pour leur curation, éd. de Paris, 1552.
- Les œuvres de M. Ambroise Paré : avec les figures & portraicts tant de l'anatomie que des instruments de chirurgie, & de plusieurs monstres.
- Ambroise Paré, Traicté de la peste, de la petite verolle & rougeolle..., 1568 (lire en ligne)
- Ambroise Paré, Traicté de la peste, de la petite verolle & rougeolle... : avec une brefve description de la lèpre, 1580 (lire en ligne)
- Œuvres complètes d'Ambroise Paré revues et collationnées par J.-F. Malgaigne, 3 volumes, Paris, 1840. En ligne : t. 1 ; t. 3. (Réimpr. Slatkine, 1970).
- Œuvres complètes remises en ordre et en français moderne, par F. de Bissy et R.-H. Guerrand, Union latine d'édition, 1983, 3 tomes et un index.
- Des monstres et prodiges, éd. L'Œil d'or, 2005,  (ISBN 2-913661-07-6) (réédition de trois ouvrages de Paré : Des animaux et de l'excellence de l'homme, Des monstres et prodiges et le Discours de la licorne).

## Hommages posthumes

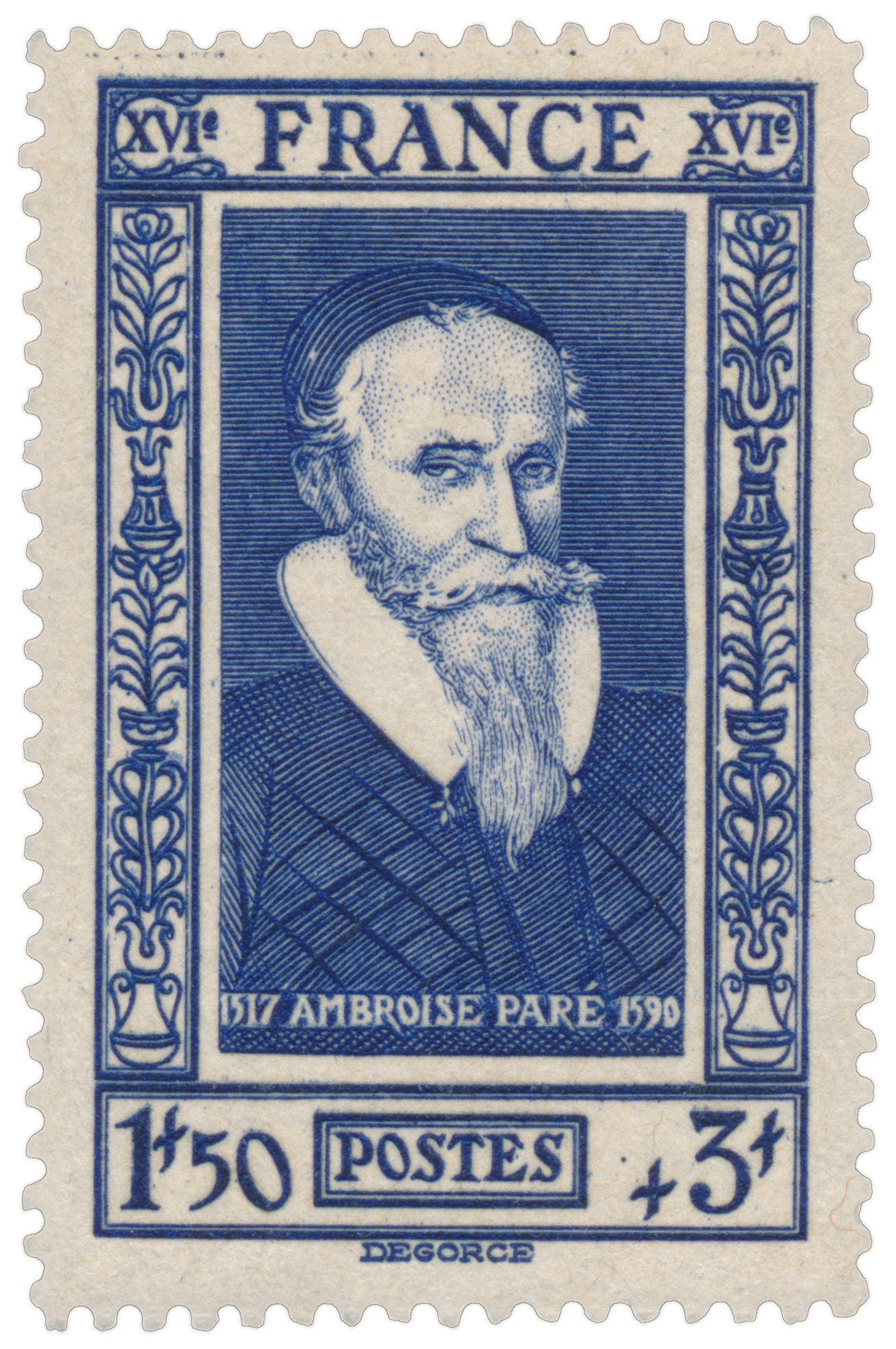
Timbre Ambroise, émis en 1943

Plusieurs hôpitaux et cliniques portent son nom dont :
- Clinique Ambroise-Paré de Bondy (93), Neuilly-sur-Seine (92), Toulouse, Thionville (57), Beuvry (62)..
- Hôpital Ambroise-Paré de Boulogne-Billancourt
- Hôpital Ambroise-Paré de Marseille
- Centre hospitalier et universitaire Ambroise Paré de Mons
- Ehpad Ambroise-Paré de Lille

Il y a également le lycée Ambroise-Paré à Laval ainsi qu'un collège au Mans, qui portent son nom.
Plusieurs voies publiques en France sont également nommées d'après lui dont :
- la rue Ambroise-Paré dans le 10e arrondissement parisien (où se situe l'hôpital Lariboisière).

### Anniversaires
- Hommage à Ambroise Paré, allocution d'Alain Ségal, Vieil-Hesdin, 27 juin 2004.
- Julien Pierre : « Hommage lavallois à Ambroise Paré » Revue d'histoire de la pharmacie, 79e année, No 288, 1991. p. 32-34.
- Ambroise Paré, chirurgien et écrivain français, exposition de la Bibliothèque de l’ancienne Faculté de Médecine de Paris (BIUM), conçue pour le 500e anniversaire de la naissance d’Ambroise Paré (dédiée à Paule Dumaître) - très riche iconographie.

### Œuvres d'art
- Hommage à Ambroise Paré par Laurent Vignais, centre hospitalier de Laval.
- Musée du Vieux Château & Les sculptures de la ville de Laval à Laval.

## Galerie

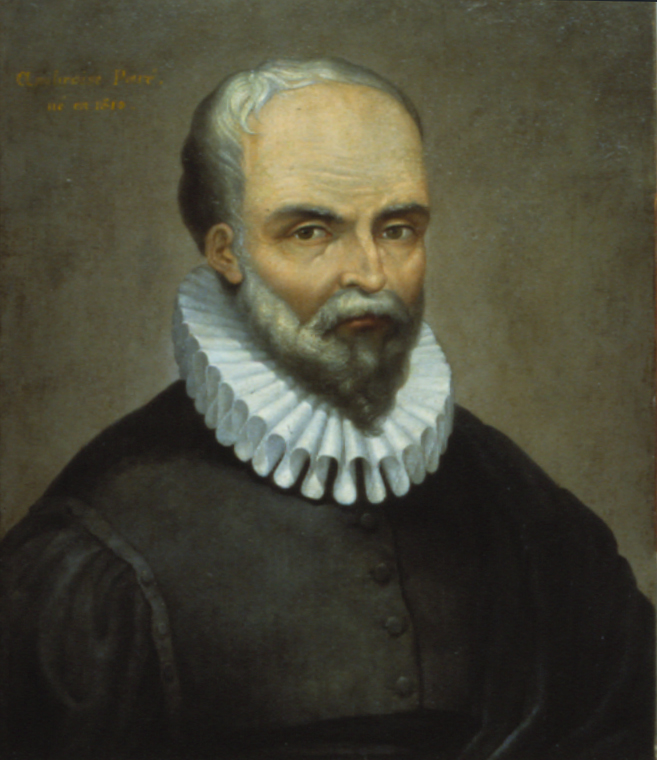
Anonyme, Ambroise Paré, Silver Spring, National Museum of Health and Medicine.
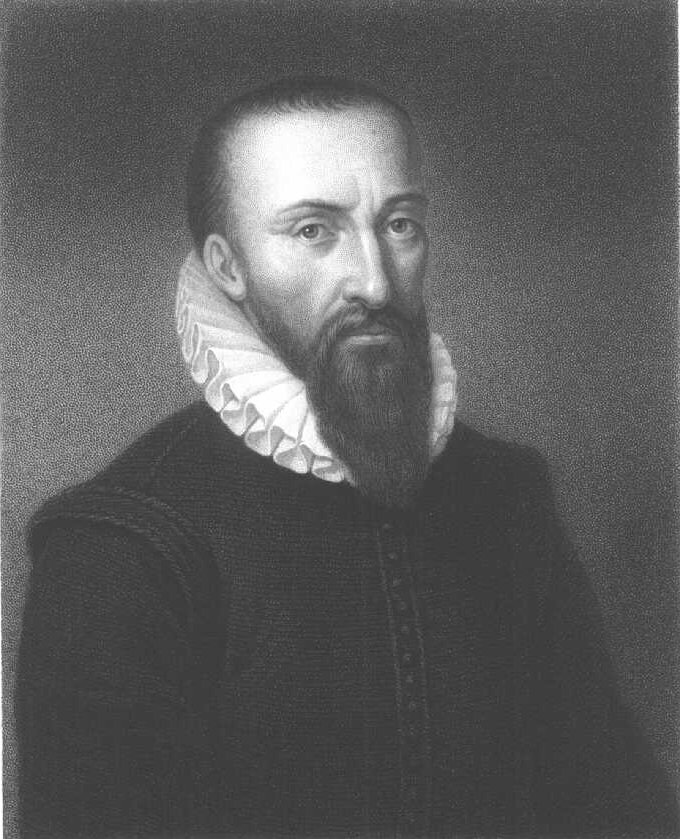
William Holl (en) (1807-1871), Ambroise Paré, gravure.
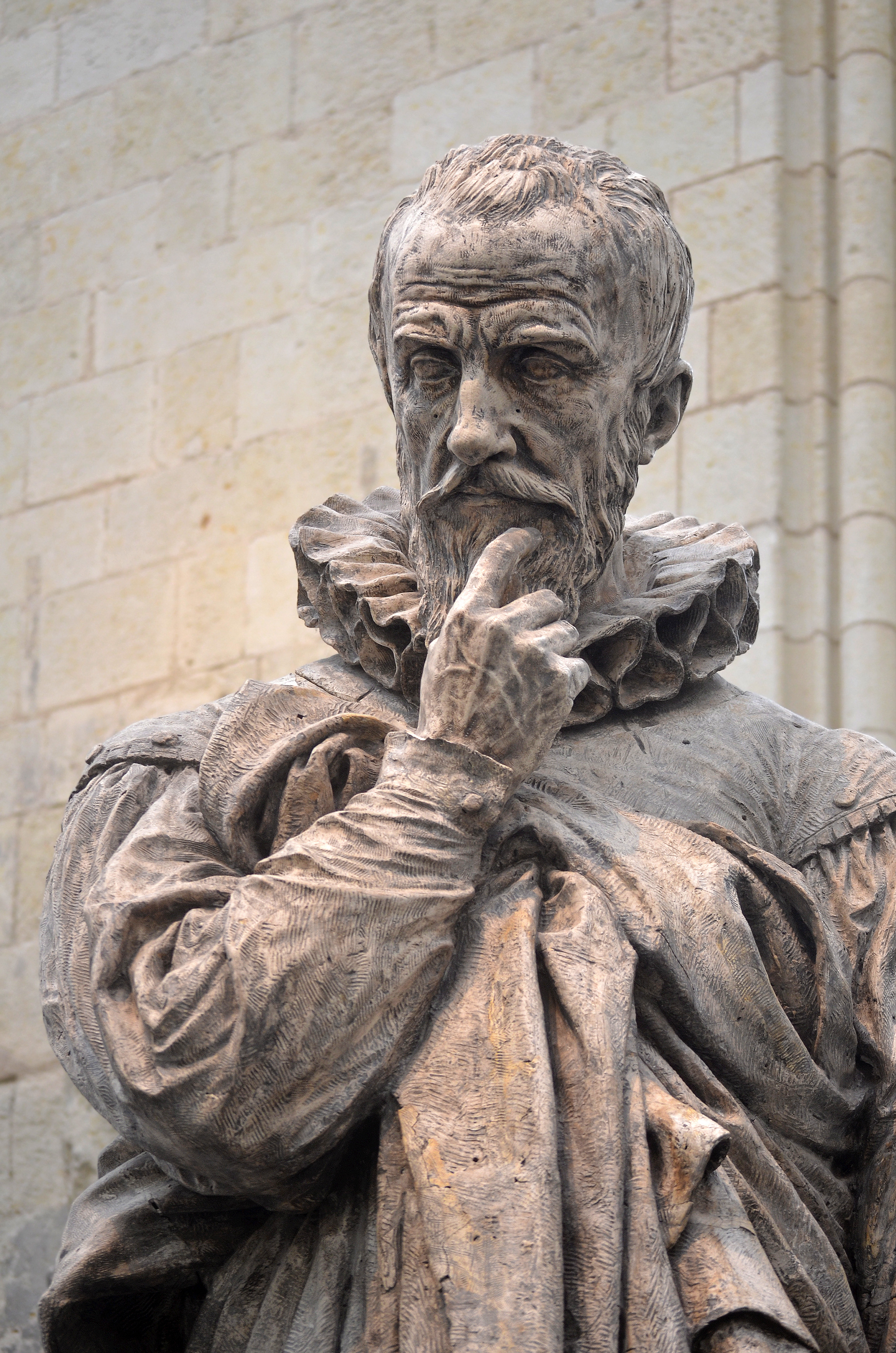
David d'Angers, Ambroise Paré (détail), Angers, galerie David d'Angers.
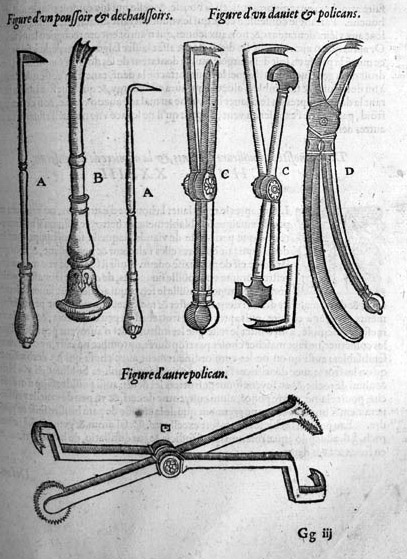
Instruments chirurgicaux par Ambroise Paré.
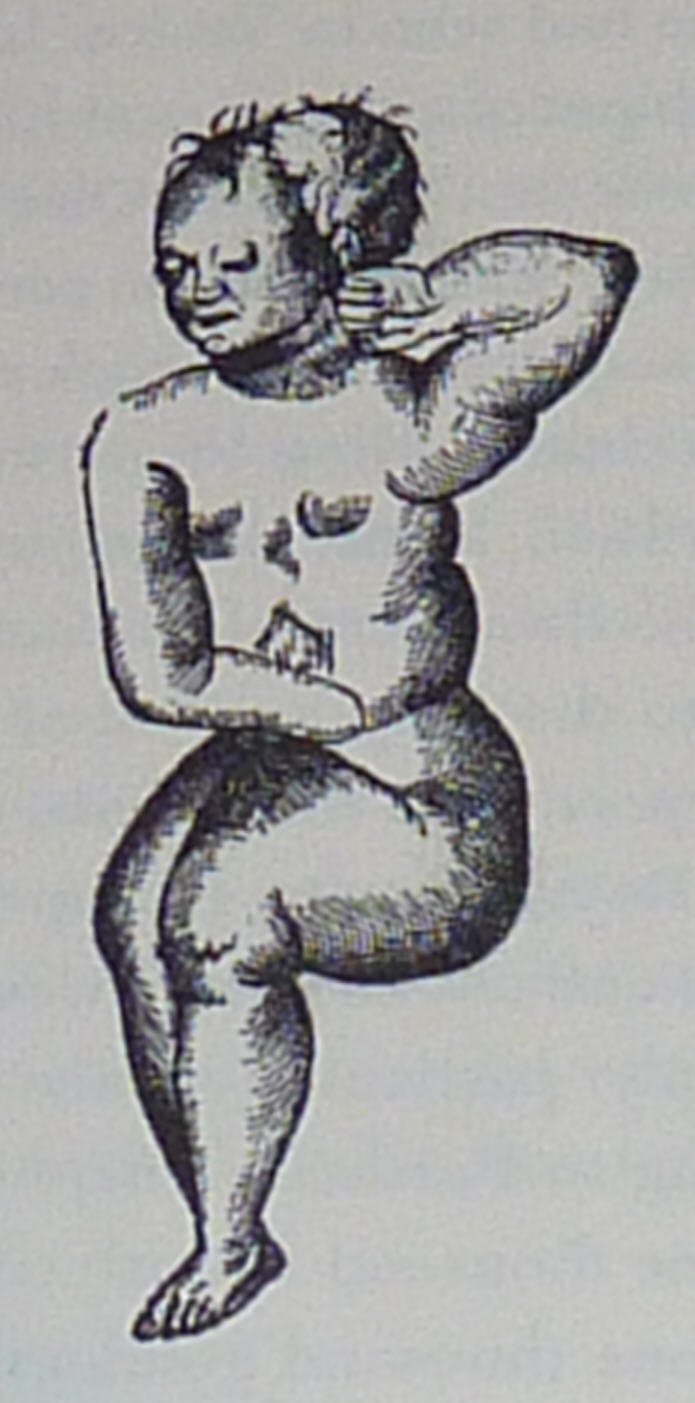
L'Enfant de pierre ou « Lithopédion de Sens » par Ambroise Paré.
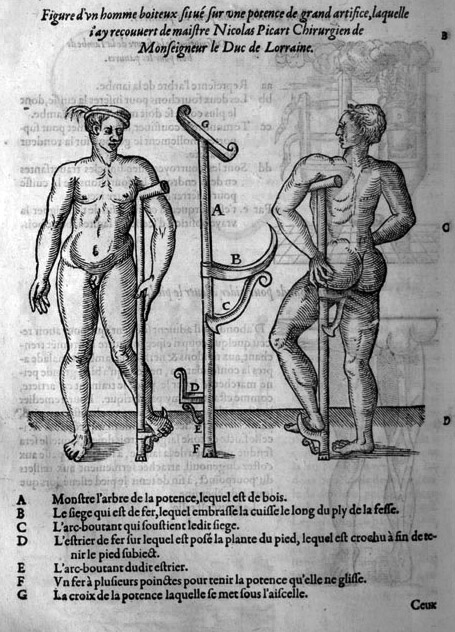
Ambroise Paré, Figure d'un homme boiteux situé sur une potence de grand artifice, 1585.
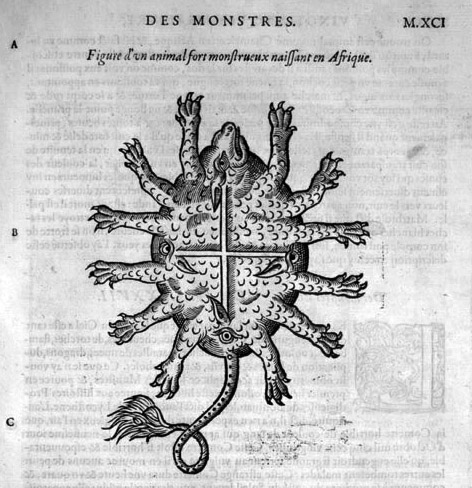
« Figure d'un animal fort monstrueux naissant en Afrique », in Des monstres, Paré, 1585.

#### Ouvrages

##### Biographies et généralités
- Jean-Michel Delacomptée, Ambroise Paré. la main savante, Gallimard, 2007,  (ISBN 2-07-077965-3)
- Paule Dumaître, Ambroise Paré, chirurgien de quatre rois de France, Paris, Perrin, 1986
- Jean-Pierre Poirier, Ambroise Paré : un urgentiste au XVIe siècle, Paris, Pygmalion, 2005, 346 p. (ISBN 978-2-7564-0007-5, OCLC 255792618)

##### Actes de colloque
- Ambroise Paré : stratégie professionnelle et périple intellectuel, Actes réunis par A.-M. Moulin, Laval, 1991
- Ambroise Paré (1510-1590) : Écriture et pratique de la science à la Renaissance, Actes réunis par É. Berriot-Salvadore, Paris, Champion, 2004.

#### Articles
- Paule Dumaître, « Autour d'Ambroise Paré : ses adversaires, ses ennemis » Histoire des Sciences Médicales 1998; t.  XXXII, no 2, p. 203-210.[PDF]
- Des monstres Paré, Ambroise. Vingt cinquième livre traitant des monstres et prodiges, in: Œuvres. Paris, G. Buon, 1585. Présentation par Anne Bitbol.
- Ambroise Willaume, Recherches biographiques, historiques et médicales sur Ambroise Paré lire en ligne sur Gallica.
- (en) M. Shah, « Premier Chirurgien du Roi: the life of Ambroise Paré (1510-1590) », J R Soc Med. mai 1992; 85(5):292–4. Texte intégral.
- Alain Ségal « L'instrumentation chirurgicale à l'époque d'Ambroise Paré », Communication présentée au Colloque Ambroise Paré à Laval le 25 novembre 1990. [PDF]
- Mélanie Lioux, Typologie des instruments. Anthropologie du geste , en ligne. [PDF]
- Documents à propos d'Ambroise Paré de la Bibliothèque nationale de France.
- Evelyne Berriot-Salvadore, « ‘‘Une recollection’’ : la disposition des Œuvres d’Ambroise Paré », Études françaises, vol. 38, n° 3, 2002, p. 81-92 (lire en ligne).

#### Bases de données et dictionnaires
- Ressources relatives à la recherche :   - Bibliothèque interuniversitaire de santé
  - Isidore
- Ressource relative à la santé :   - Bibliothèque interuniversitaire de santé
- Notices dans des dictionnaires ou encyclopédies généralistes :   - Britannica
  - Brockhaus
  - Deutsche Biographie
  - Enciclopedia italiana
  - Enciclopedia De Agostini
  - Gran Enciclopèdia Catalana
  - Hrvatska Enciklopedija
  - Internetowa encyklopedia PWN
  - Nationalencyklopedin
  - Store norske leksikon
  - Treccani
  - Universalis
  - Visuotinė lietuvių enciklopedija
- Notices d'autorité :   - VIAF
  - ISNI
  - BnF (données)
  - IdRef
  - LCCN
  - GND
  - Italie
  - Japon
  - CiNii
  - Espagne
  - Belgique
  - Pays-Bas
  - Pologne
  - Israël
  - NUKAT
  - Catalogne
  - Suède
  - Vatican
  - WorldCat